# La coterie holbachique
La coterie holbachique (castellano: La Camarilla de Holbach) es la frase acuñada por Jean-Jacques Rousseau para referirse a un grupo de ilustrados radicales franceses que se reunían a menudo en el salón del Barón d'Holbach entre 1750 y 1780. Hombre de gran fortuna, el barón empleó parte de sus riquezas para mantener uno de los salones parisinos más notables y pródigos, que pronto se convirtió en un importante lugar de reunión para los enciclopedistas más radicales. Las reuniones generalmente se celebraban dos veces por semana, los jueves y los domingos, en la casa del propio d'Holbach, en la rue Royale. Los visitantes al salón eran siempre varones, y el tono de las discusiones podía ser muy elevado, abarcando gran cantidad de temas con gran profundidad y exponiendo, en muchos casos, opiniones muy radicales y hasta subversivas para la época (como el ateísmo del propio d'Holbach). Pocos temas eran tabú, y las disensiones eran bienvenidas.
Esto, junto con la excelente comida, los carísimos vinos y la amplia biblioteca del anfitrión, atraía a muchas personalidades notables. Entre los más habituales al salón se encontraban: Diderot, el Barón von Grimm, Condillac, Condorcet, d'Alembert, Leclerc, Marmontel, Turgot, La Condamine, Raynal, Helvétius, Morellet, Naigeon y, durante un tiempo, Jean-Jacques Rousseau, que se enemistó con el grupo a raíz de la aventura amorosa de Grimm con Madame d'Epinay, antigua amante suya. El salón también fue muy frecuentado por muchos intelectuales ingleses como Adam Smith, David Hume, John Wilkes, Horace Walpole, Laurence Sterne, y Edward Gibbon.